# Estação Aeroporto–Guarulhos
A Estação Aeroporto–Guarulhos é uma estação ferroviária pertencente à Linha 13–Jade da CPTM. A estação possui conexões com o Corredor Norte da EMTU, por meio do Terminal Urbano Taboão, e com o Aeroporto Governador André Franco Montoro, no município de Guarulhos.
A Estação Aeroporto–Guarulhos está localizada na margem esquerda da Rodovia Hélio Smidt e será conectada por uma passarela ao Terminal 1 do Aeroporto Internacional de Guarulhos, do outro lado da rodovia. Deste terminal partirá um people mover no formato de monotrilho para os terminais 2 e 3, a ser construído sob responsabilidade da concessionária que administra o aeroporto, conforme acordado com o Governo do estado de São Paulo. A previsão é que a Linha 13–Jade receba diariamente 120 mil passageiros.
A estação também é o ponto final/inicial do serviço Expresso Aeroporto da Linha 13 - Jade. Esse serviço interliga o Terminal Intermodal Palmeiras-Barra Funda, passando pela Estação da Luz e por Guarulhos-Cecap, com destino a Estação Aeroporto–Guarulhos e retorna fazendo o caminho inverso (porém, na volta, o serviço também faz parada na Estação Brás).
Além disso, a partir de 2025 em agosto, haverá uma integração gratuita com o Aeromóvel do Aeroporto de Guarulhos, que irá realizar o trajeto entre a estação, com os três terminais de passageiros do aeroporto, substituindo o transporte por ônibus existente até então.

## Demanda

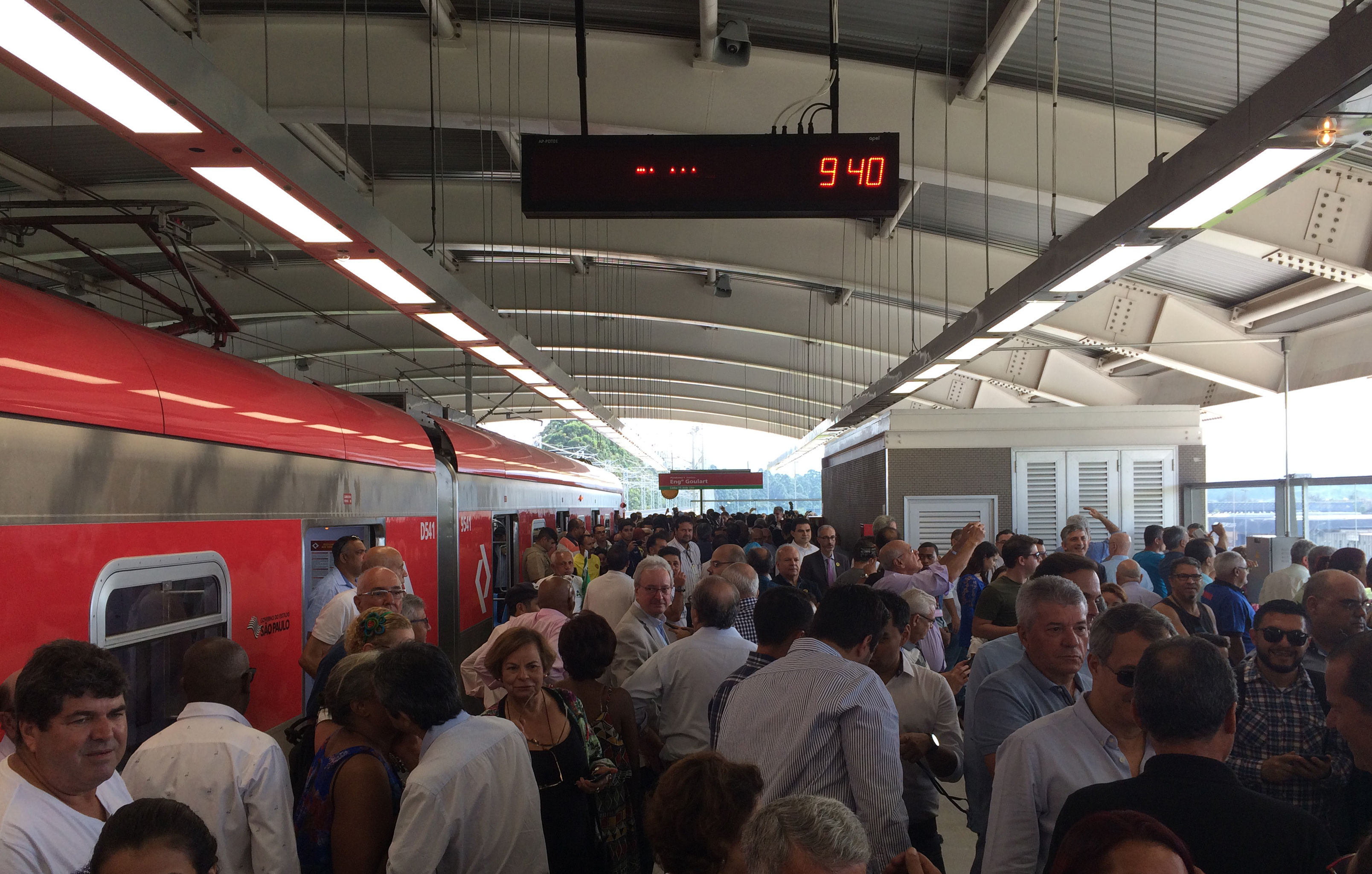
Desembarque na Estação Aeroporto–Guarulhos dos passageiros da primeira viagem da Linha 13–Jade

A funcionalidade da estação se deve ao fato de atender o Corredor de Transporte Coletivo do Terminal Taboão e da Rodovia Helio Smidt, importantes eixos de ligações entre Guarulhos e a cidade de São Paulo, além do fato da mesma atender à demanda lindeira por estar localizada próxima ao Aeroporto de Guarulhos e aos bairros residenciais em suas redondezas.

## Características

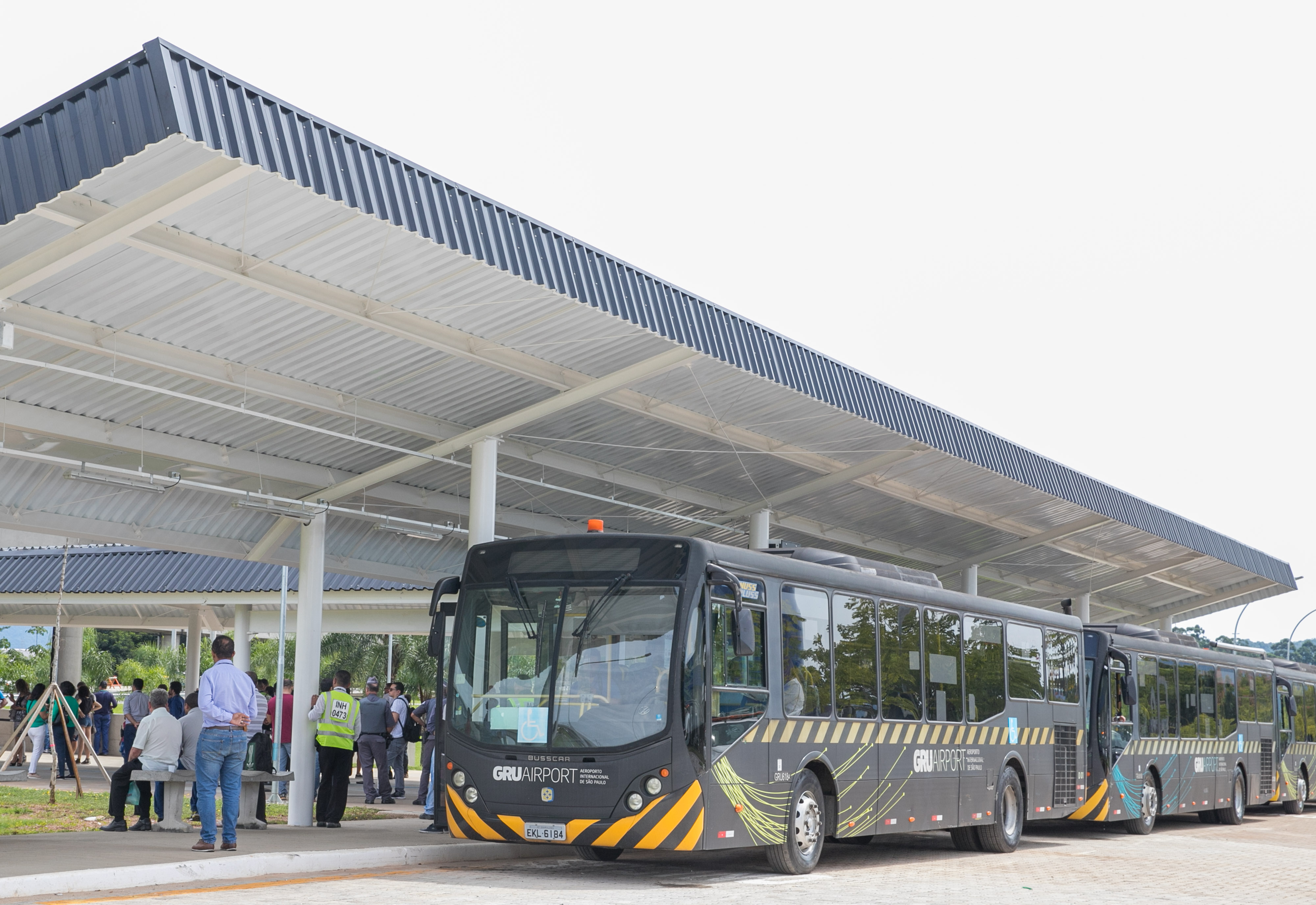
Ônibus de integração gratuita entre os terminais do Aeroporto e a Estação da CPTM

Estação elevada com um mezanino de conexão no piso inferior e duas plataformas laterais no piso superior com oito escadas rolantes entre os dois pisos, estrutura em concreto aparente com uma cobertura de vigas metálicas. O acesso principal será por meio de uma passarela que ligará o corpo da estação ao Terminal 1 do Aeroporto Internacional de Guarulhos.
Além da passarela, baias para automóveis e um ponto de ônibus foram construídos embaixo do corpo principal da estação no nível da rua, possibilitando o embarque e desembarque de passageiros. O outro acesso da estação está localizado no outro lado da rodovia, para os passageiros que vêm da Capital, e possui duas escadas rolantes. A estação ocupa uma área de 21 762 metros quadrados.

### Obra de arte
A estação conta, desde 24 de agosto de 2024, com um grafite feito pelo artista João Belmonte sobre a campeã olímpica brasileira Rebeca Andrade. Ele está localizado no mezanino.

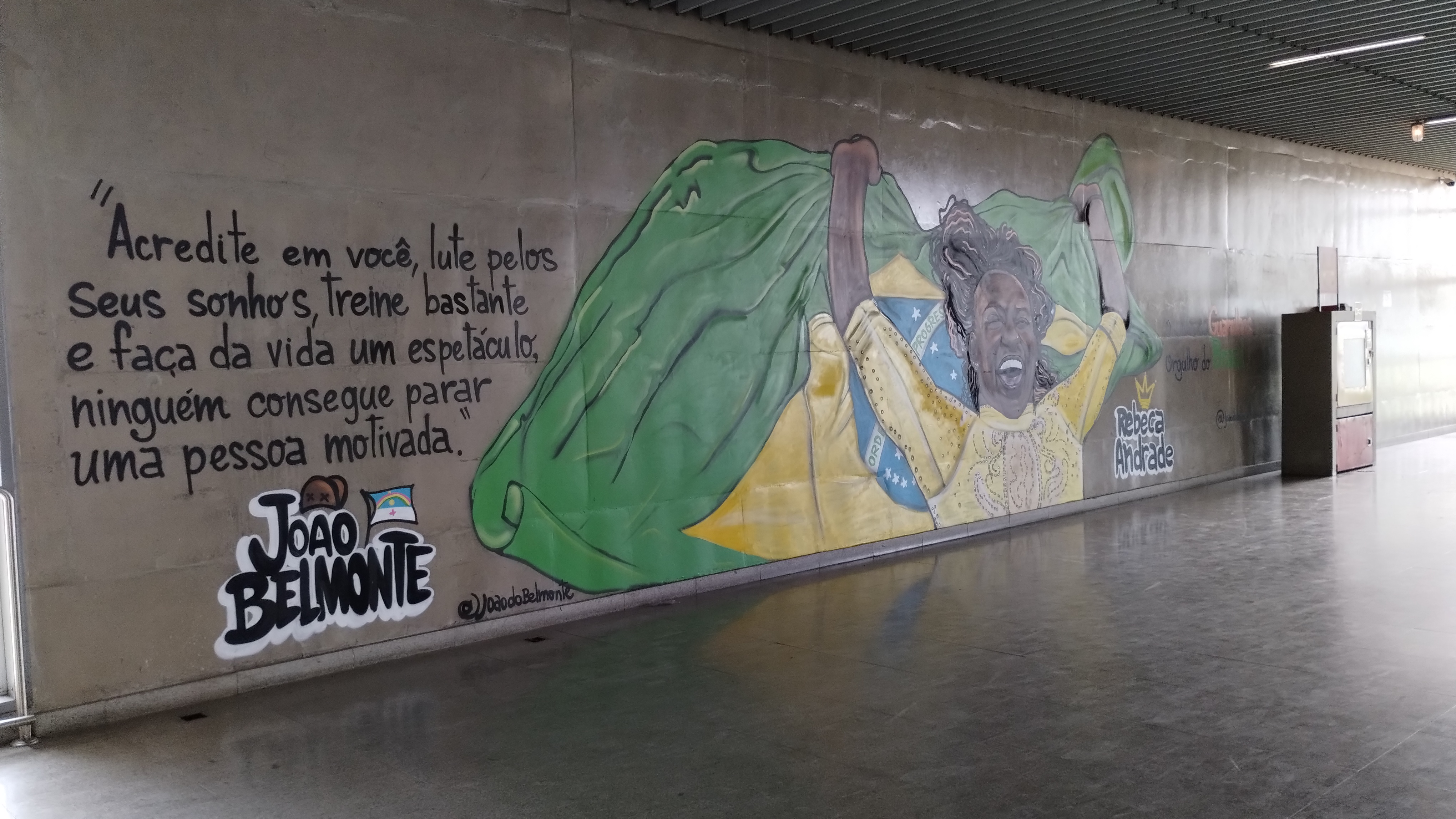
Fotografia do mural da estação.

| Sigla | Estação             | Inauguração         | Integração                                                                                 | Plataformas | Posição | Notas                        |
| ----- | ------------------- | ------------------- | ------------------------------------------------------------------------------------------ | ----------- | ------- | ---------------------------- |
| AGU   | Aeroporto–Guarulhos | 31 de março de 2018 | Bilhete Único da SPTrans, Corredor Norte da EMTU e ao Aeroporto Internacional de Guarulhos | Laterais    | Elevada | Estação construída pela CPTM |